# إسحاق بن باشات
إسحاق بن باشات (بالعبرية: יצחק בן בשט. (1979 - 12 ديسمبر 2023) كان ضابطاً في الجيش الإسرائيلي برتبة عقيد، شغل منصب قائد لواء يفتاح، وقائد لواء باران، وقائد فريق في كلية القيادة التكتيكية، وقائد كتيبة جولاني للاستطلاع في لواء جولاني.
قُتل بن باشات مع المُقدم تومر غرينبرغ قائد الكتيبة 13 في لواء جولاني وعدد آخر من جنود لواء جولاني خلال كمين نصبه لهم مقاتلو حماس في الشجاعية بقطاع غزة في 12 ديسمبر 2023. أصبح بن باشات إلى جانب عساف حمامي وروي ليفي ويوناتان شتاينبرغ، الأرفع رتبة من بين ضباط الجيش الإسرائيلي الذين قتلوا في الحرب الفلسطينية الإسرائيلية 2023 وهو خامس عقيد إسرائيلي يُقتل منذ اندلاع الحرب. وثاني أرفع رتبة إسرائيلية تسقط في المعارك منذ بدء الاجتياح الإسرائيلي لغزة، وقد دُفن بن باشات مع قتلى كمين الشجاعية في المقبرة العسكرية في كفار تافور.